# Mikko Rahkamaa
Mikko Rahkamaa (Oulu, 21 september 1981) is een Finse voetballer. De doelverdediger kwam onder andere uit voor FC Jokerit en FC Twente en speelde tot 2009 voor GBK Kokkola in de Ykkönen.
Rahkamaa speelde in zijn jeugd voor Tervarit uit zijn geboorteplaats Oulu. Op 18-jarige leeftijd maakte hij de overstap naar FC Jokerit. Voor deze ploeg maakte hij op 28 juni 2001 zijn debuut in de Veikkausliiga. In 2001 speelde Rahkamaa met FC Jokerit in de voorronde van de UEFA Cup tegen CSKA Kiev. In december 2001 werd hij na een korte proefperiode aangetrokken door het Nederlandse FC Twente, waar hij reservedoelman werd achter Sander Boschker.
Op 17 maart 2002 maakte Rahkamaa zijn debuut in de Eredivisie. In een wedstrijd tegen FC Groningen viel hij in de 81e minuut in nadat Boschker een rode kaart had gekregen. Een week later speelde hij een volledige wedstrijd tegen RKC. Vanaf seizoen 2002/03 was Rahkamaa de derde doelman van Twente en speelde hij voornamelijk in het tweede elftal. In de zomer van 2004 vertrok hij naar Go Ahead Eagles, waar hij wel een basisplaats had. Na anderhalf seizoen in de Eerste divisie ging Rahkamaa in december 2006 terug naar Finland, waar hij een contract tekende bij FC Viikingit. Omdat hij bij deze ploeg niet tot spelen kwam, werd hij in september 2007 verhuurd aan GBK Kokkola. Sinds begin 2009 is hij clubloos.